# Impossible (utwór Christiny Aguilery)
„Impossible” – piosenka pop/soul pochodząca z czwartego studyjnego albumu amerykańskiej wokalistki Christiny Aguilery zatytułowanego Stripped (2002). Utwór napisany, zaaranżowany i wyprodukowany został przez nowojorską piosenkarkę Alicię Keys, która zagrała w nim także na fortepianie.
Piosenka została korzystnie oceniona przez krytyków muzycznych, którzy w pozytywnych recenzjach chwalili jego dojrzałość oraz ambicję. Niektórzy z opiniodawców wskazywali "Impossible" jako jedno z najlepszych nagrań zawartych na krążku Stripped.

## Informacje o utworze

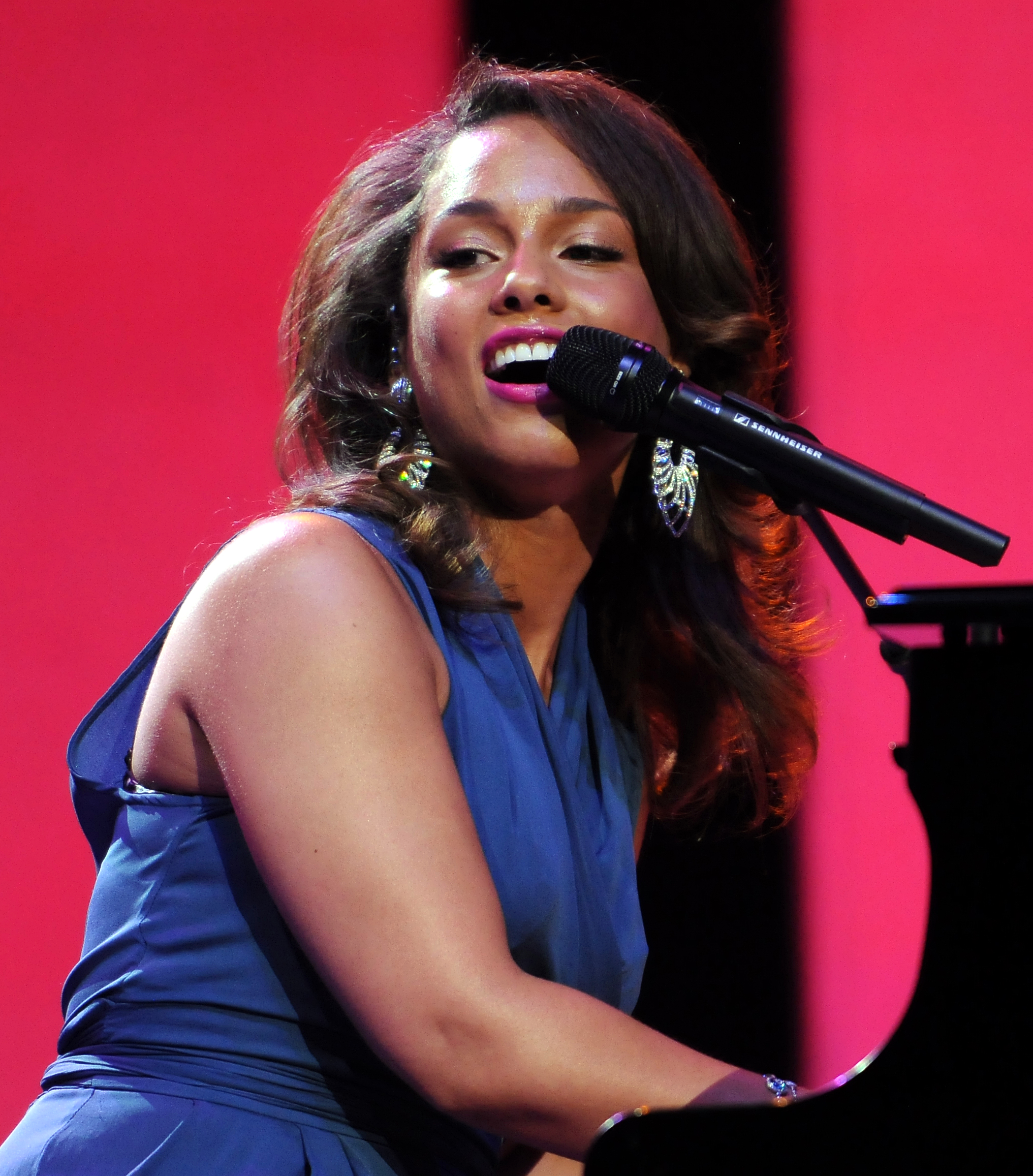
Autorka i producentka utworu, Alicia Keys.

W maju 2002 roku media wyjawiły, że Alicia Keys wyprodukuje utwór na nadchodzący, czwarty album studyjny Christiny Aguilery. Według podawanych informacji, obie artystki planowały kolaborację od dłuższego czasu. Nim Keys napisała utwór, piosenkarki miały okazję się poznać, spędzać wspólnie czas i zaprzyjaźnić. Keys wyznała także, że piosenką "Impossible" Aguilera będzie miała szanse zaprezentować swoje umiejętności wokalne. Kompozycję nagrywano w drugiej połowie 2002 w pracowni Electric Lady Studios w Greenwich Village. Materiał powstał w ciągu trzech dni. Podczas sesji nagraniowych Aguilera była przeziębiona. Jak doniosła witryna telewizji MTV, w trakcie nagrań Aguilera stwierdziła, że "zamierza nauczyć się gry na fortepianie", a Alicia Keys jest dla niej inspiracją. Fragment rozmowy pomiędzy wokalistkami wykorzystany został jako introdukcja do utworu.
Alicia Keys nie tylko napisała piosenkę, ale też ją zaaranżowała, skomponowała oraz wyprodukowała. W trakcie sesji studyjnych grała także na fortepianie oraz nagrywała wokale wspierające. "Impossible" jest powolną balladą, utrzymaną w stylu muzyki pop oraz soul. Nagranie skomponowano w tonacji F-dur, a także oparto na ruchach 108 uderzeń na minutę. Głos Aguilery opiera się na oktawach, od E3 do E5. Zdaniem dziennikarzy muzycznych, piosenka zawiera sample z singla Arethy Franklin "Ain't No Way" z 1968 roku. Christina Aguilera i Alicia Keys nie potwierdziły, ani nie zaprzeczyły tym sugestiom. Tekst „Impossible” traktuje o szczerości i przejrzystości w związku uczuciowym. Podmiot liryczny twierdzi, że niemożliwe jest ofiarować swoją miłość osobie, która nie potrafi odpłacić się tym samym. „Nie da się niczego uprościć, gdy ty z uporem wszystko komplikujesz (...) Jak mam dać ci całą swoją miłość, skoro ciągle, ciągle trzymasz się na dystans?” − śpiewa podmiot.
Piosenka miała zostać wydana na singlu, ale z planów zrezygnowano. Zyskała znikomą emisję radiową w Stanach Zjednoczonych.

## Opinie
Zdaniem redaktorów serwisu the-rockferry.onet.pl, "Impossible" to jedna z najlepszych kompozycji nagranych przez Christinę Aguilerę w latach 1997−2010. W marcu 2014 roku interaktywny serwis top50songs.org podał, że internauci uznają "Impossible" za jedną z pięćdziesięciu najlepszych piosenek w karierze Aguilery. Artystka muzyczna Demi Lovato wyznała, że jest to jeden z jej trzech ulubionych utworów nagranych przez Aguilerę.

### Recenzje
Kompozycja spotkała się z powszechną aprobatą krytyków muzycznych, zyskując pozytywne recenzje. Stephen Thomas Erlewine, w omówieniu płyty Stripped dla serwisu internetowego AllMusic, okrzyknął "Impossible" jednym z najlepszych utworów zawartych na albumie. Według Tracey E. Hopkins (Barnes & Noble), "za sprawą kawałków w stylu inspirowanego klasycznym soulem 'Impossible' (...), Aguilerze udało się wyodrębnić z grona wykonawczyń teen-popowych jak Britney Spears i Mandy Moore, a także dorosnąć do ligi dorosłego popu i soulu, reprezentowanej przez Janet Jackson czy Whitney Houston". Recenzując piosenkę dla witryny enjoythemusic.com, Dwayne Carter napisał: "'Impossible', utworem pomysłu utalentowanej Alicii Keys, zdają się cieszyć obie artystki obecne podczas jego realizacji. Z przyjemnością obejrzałbym je wykonujące nagranie na żywo."

## Promocja i wykonania koncertowe
Gdy 28 października 2002 roku ruszyła medialna promocja albumu Stripped, Aguilera gościła w studio chicagowskiej radiostacji B96 96.3 FM. Zaprezentowała wówczas słuchaczom cztery piosenki z płyty: "Impossible", "Beautiful", "Dirrty" i "Get Mine, Get Yours". 1 listopada 2002 wokalistka wystąpiła na scenie programu telewizji NBC The Today Show, śpiewając ballady "Impossible" i "Beautiful". Pod koniec tego miesiąca zagrała rozległy koncert dla AOL Sessions, w trakcie imprezy wykonując te same dwa utwory. W drugiej połowie 2002 Aguilera gościnnie pojawiła się w meksykańskiej TV Azteca i zaśpiewała piosenkę w interaktywnym reality show La Academia. Miał także miejsce występ artystki z utworem "Impossible" przed publicznością programu Conexion, nadawanego przez stację MTV Latino. 13 stycznia 2003 Aguilera wystąpiła z medley "Impossible" i "Beautiful" na 30. corocznej ceremonii wręczenia nagród American Music Awards. Dziesięć lat później, w 2013, koncert wybrano jako jedno z najlepszych wykonań w historii gali, a także jako najlepsze wykonanie roku. W ostatnim kwartale 2003 roku Aguilera ruszyła w światową trasę koncertową Stripped World Tour; w ramach tournée wykonywała między innymi utwór "Impossible".
Ponieważ utwór nie został wydany na singlu, nigdy nie nakręcono oficjalnego teledysku. Niemniej stacja MTV emitowała nieformalny klip, w którym wykorzystano materiał zarejestrowany podczas jednego z występów Aguilery. Dzięki emisji piosenka zajęła miejsce piąte w notowaniu MTV Asia Hitlist.

## Śpuścizna
"Impossible" odcisnął swoje piętno we współczesnej kulturze masowej, zyskując popularność wśród miłośników formy balladowej oraz stając się utworem często wykonywanym przez bohaterów telewizyjnych talent shows. W 2011, w jednym z półfinałowych odcinków dziesiątej edycji programu American Idol piosenkę wykonała uczestniczka, Kendra Chantelle. Tego samego roku utwór został zaśpiewany przez Tanię Christopher w czwartym sezonie holenderskiej odsłony show The X Factor. W 2013, w odcinku dwunastej edycji American Idol, balladę wykonała Candice Glover, która ostatecznie została zwyciężczynią sezonu. Drag queen Mayhem Miller − uczestniczka programu RuPaul’s Drag Race − wskazała "Impossible" jako swoją ulubioną piosenkę Aguilery.

## Twórcy
- Główne wokale, wokale wspierające: Christina Aguilera
- Autor, producent, aranżacja, wokale wspierające i gra na fortepianie: Alicia Keys
- Perkusja: Paul John
- Róg: David Watson, Darryl Dixon, Fred Maxwell
- Gitara basowa: Uriah Duffy, Rufus Jackson
- Gitara klasyczna: Arthur White, Dwayne Wiggins
- Nagrywanie: Tony Black

## Pozycje na listach przebojów
| Kraj | Notowanie (2002) | Wydawca  | Najwyższa pozycja |
| ---- | ---------------- | -------- | ----------------- |
| Azja | MTV Asia Hitlist | MTV Asia | 5                 |

## Informacje dodatkowe
- W 2007 roku piosenka znalazła się na albumie kompilacyjnym Christina Aguilera – Greatest Hits, wydanym przez Star Mark w Rosji[22].